# 岸本武史
岸本 武史（きしもと たけし、1967年〈昭和42年〉3月26日 - ）は、日本の労働・厚生労働官僚。

## 経歴
千葉県出身。筑波大学附属駒場高校を経て、東京大学法学部を卒業。国家公務員採用Ⅰ種試験（法律）に合格し、1990年4月に労働省入省。
働き方改革関連法案では、同一労働同一賃金を担った。
2022年6月28日、厚生労働省政策統括官（統計・情報政策、労使関係担当）に就任。
2023年7月4日、厚生労働省人材開発統括官に就任。
2024年7月5日、厚生労働省労働基準局長に就任。

## 年譜
基本的な出典
- 1990年
  - 03月：東京大学法学部卒業
  - 04月：労働省入省
- 1998年04月：長野県社会部職業安定課長
- 1999年07月：労働省職業安定局業務調整課民間需給調整事業室長補佐
- 2001年01月
  - 厚生労働省職業安定局業務指導課中央職業指導官
  - （併）内閣官房副長官補付
  - （命）内閣官房行政改革推進事務局特殊法人等改革推進室室員
- 2002年04月：厚生労働省職業安定局雇用保険課長補佐
- 2004年07月：厚生労働省大臣官房総務課長補佐
- 2005年08月：厚生労働省政策統括官付労働政策担当参事官室企画官
- 2006年09月：厚生労働省労働基準局監督課調査官
- 2008年07月：厚生労働省大臣官房地方課労働紛争処理業務室長
- 2010年
  - 08月：厚生労働省職業安定局派遣・有期労働対策部企画課雇用支援企

画官
- - 09月：厚生労働省職業安定局総務課公共職業安定所運営企画室長
- 2011年08月：人事院人材局交流派遣専門員（東レ株式会社）
- 2013年08月：厚生労働省政策統括官付労政担当参事官室長
- 2014年07月：厚生労働省大臣官房会計課会計企画宮
- 2016年06月：厚生労働省職業安定局派遣・有期労働対策部企画課長
- 2017年07月：厚生労働省雇用環境・均等局総務課長
- 2018年07月：厚生労働省職業安定局総務課長
- 2019年
  - 07月09日：厚生労働省大臣官房審議官（職業安定担当）[7]
  - 09月：（併）内閣官房内閣審議官（内閣官房副長官補付）
  - 09月：（命）内閣官房日本経済再生総合事務局次長
  - 09月：（命)内閣官房まち・ひと・しごと創生本部事務局次長
- 2020年
  - 08月：内閣官房内閣審議官（内閣官房副長官補付）
  - 08月：（命）内閣官房日本経済再生総合事務局次長（～2020年10月）
  - 08月：（併）内閣府政策統括官（政策調整担当）付
  - 08月：（併）内閣府子どもの貧困対策推進室副室長
  - 08月：（併）内閣府子ども・子育て本部審議官
  - 08月：（併）法務省法制審議会臨時委員
  - 08月：（併）厚生労働省雇用環境・均等局、子ども家庭局
  - 08月：（命）厚生労働省児童虐待防止等総合対策室長
  - 08月：（命）厚生労働省雇用環境総合整備室長
  - 10月：（命）内閣官房成長戦略会議事務局次長（～2021年10月）
- 2021年10月：（命）内閣官房新しい資本主義実現本部事務局次長
- 2022年06月28日：厚生労働省政策統括官（統計・情報政策、労使関係担当）[3][4]
- 2023年07月04日：厚生労働省人材開発統括官[5]
- 2024年07月05日：厚生労働省労働基準局長[6]